# (5594) Jimmiller
(5594) Jimmiller es un asteroide perteneciente al cinturón de asteroides descubierto el 12 de julio de 1991 por Henry E. Holt desde el Observatorio del Monte Palomar, Estados Unidos.

## Designación y nombre
Designado provisionalmente como 1991 NK1. Fue nombrado Jimmiller en honor de James K. Miller, experto en mecánica celeste y dinámica orbital en el Laboratorio de Propulsión a Chorro. Jugó un papel clave en la navegación de la nave espacial NEAR y en la determinación de la masa de (433) Eros a partir de las perturbaciones de la trayectoria de la nave espacial NEAR.

## Características orbitales
Jimmiller está situado a una distancia media del Sol de 3,164 ua, pudiendo alejarse hasta 3,329 ua y acercarse hasta 3,000 ua. Su excentricidad es 0,052 y la inclinación orbital 10,29 grados. Emplea 2056,38 días en completar una órbita alrededor del Sol.

## Características físicas
La magnitud absoluta de Jimmiller es 11,8. Tiene 25,856 km de diámetro y su albedo se estima en 0,028. 